# 小行星7953
小行星7953（英語：7953 Kawaguchi）是一颗围绕太阳公转的小行星。1993年5月20日，大友哲在藤枝市发现了此天体。
这颗小行星的绝对星等为78.52870等。